# Marsac (Creuse)
Marsac é uma comuna francesa na região administrativa da Nova Aquitânia, no departamento de Creuse. Estende-se por uma área de 19,67 km². Em 2010 a comuna tinha 682 habitantes (densidade: 34,7 hab./km²).